# Voices.com
Voices.com是一個與配音员求职以及僱傭配音員有關的网站，总部位于加拿大安大略省伦敦。该公司拥有超过50万的个人和公司用戶。據說該網站是同类业务的網站中规模最大的一個。